# Радлин
Ра̀длин (на полски: Radlin) е град в Южна Полша, Силезко войводство, Воджиславски окръг. Административно е обособен в самостоятелна градска община с площ 12,53 км2.

## Население
Според данни от полската Централна статистическа служба, към 1 януари 2014 г. населението на града възлиза на 17 984 души. Гъстотата е 1 435 души/км2.